# رومینا استفانسیس
رومینا استفانسیس (به انگلیسی: Romina Stefancic) (زادهٔ ۲۱ ژوئیهٔ ۱۹۷۸) قایقران روئینگ اهل کانادا است.